# Hemsö socken
Hemsö socken i Ångermanland ingår sedan 1971 i Härnösands kommun och motsvarar från 2016 Hemsö distrikt.
Socknens areal är 54,90 kvadratkilometer, varav 54,50 land. År 2000 fanns här 145 invånare. Sockenkyrkan Hemsö kyrka ligger i socknen.

## Administrativ historik
Hemsö socken bildades 12 november 1845 genom en utbrytning ur Högsjö socken.
Vid kommunreformen 1862 övergick socknens ansvar för de kyrkliga frågorna till Hemsö församling och för de borgerliga frågorna bildades Hemsö landskommun. Landskommunen inkorporerades 1952 i Säbrå landskommun som 1969 uppgick i Härnösands stad som 1971 ombildades till Härnösands kommun.
1 januari 2016 inrättades distriktet Hemsö, med samma omfattning som församlingen hade 1999/2000.  
Socknen har tillhört fögderier, tingslag och domsagor enligt vad som beskrivs i artikeln Ångermanland.  De indelta båtsmännen tillhörde Andra Norrlands förstadels båtsmanskompani.

## Geografi
Hemsö socken ligger på Hemsön och kringliggande holmar i Ångermanälvens mynningsfjärd. Socknen (ön) är bergig och skogbevuxen och har höjder i nordväst som når 223 meter över havet. I norra delen kring byn Dalom finns lite odlingsbygd, som dock är begränsad av dalgången mot sydväst.
Socknens mindre holmar och skär är: Dravleholmen i sydväst, Snättsundholmarna i nordväst, Hyndan och Valpen i nordost samt Bönskäret i sydost. Hela området omges av vatten. I öster Bottenhavet, i nord och nordväst Storfjärden, i väster Sannasundet och i söder Lungösundet.
I sydväst och söder gränsar socknen mot Säbrå socken. Gränsen går i Sannasundets södra del samt i Lungösundet. I nordväst gränsar socknen mot Högsjö socken. Gränsen går i Sannasundets norra del och mellan Hemsön och Åbordsön ut i Storfjärden. I norr gränsar socknen till Nora socken i Kramfors kommun på andra sidan Storfjärden.
Näst högsta berg är Hemsö hatt (208 m ö.h.).
Bland byar etc kan, förutom Dalom nämnas Hultom och Nordanö i norr. Mera centralt fast i öster ligger byn Utanö. Hemsö kyrka ligger halvvägs mellan Nordanö och Utanö. Strax sydost om Utanö ligger Prästhus och Prästhushamn. Sågsand och Hamnsand är byar vid Utanöfjärden på ostsidan. I söder, vid Lungösundet ligger byn Korvhamn och i väster vid Sannasundet ligger byn Sanna med färjeläge för färjan till Strinningen på fastlandet. Norr om färjeläget ligger byarna Kojbacken och Varglund, båda invid sundet.
Hemsö fästning började byggas år 1916. Det var kustartilleriställningar som skulle användas till försvaret av Ångermanälvens mynning. Fästningen blev materielreserv enligt beslut 1925 och 1936. Den aktiverades dock 1939. Namnet ändrades 1942 till Hemsö kustartilleriförsvar. Hemsö Fästning är ett samlingsnamn på flera försvarsanläggningar på Hemsön. Det tunga batteriet på Storåberget är numera museum och det lätta batteriet på Havstoudd är ett konferenscenter.

## Fornlämningar
Lösfynd från stenålderna har påträffats.

## Namnet
Namnet (1552 Hemsöö) kommer från ön. Förleden har föreslagits innehålla Hemås, Hemåsen syftande på berget Hemsö klack.

## Befolkningsutveckling
| Befolkningsutvecklingen i Hemsö socken 1860–1990                                                         | Befolkningsutvecklingen i Hemsö socken 1860–1990 | Befolkningsutvecklingen i Hemsö socken 1860–1990 | Befolkningsutvecklingen i Hemsö socken 1860–1990 | Befolkningsutvecklingen i Hemsö socken 1860–1990 |
| --- | ------------------------------------------------ | ------------------------------------------------ | ------------------------------------------------ | ------------------------------------------------ |
| |                                                  |                                                  |                                                  |                                                  |
| År |                                                  |                                                  | Folkmängd                                        |                                                  |
| 1860 | 1860                                             |                                                  | 451                                              |                                                  |
| 1870 | 1870                                             |                                                  | 459                                              |                                                  |
| 1880 | 1880                                             |                                                  | 515                                              |                                                  |
| 1890 | 1890                                             |                                                  | 440                                              |                                                  |
| 1900 | 1900                                             |                                                  | 420                                              |                                                  |
| 1910 | 1910                                             |                                                  | 460                                              |                                                  |
| 1920 | 1920                                             |                                                  | 463                                              |                                                  |
| 1930 | 1930                                             |                                                  | 471                                              |                                                  |
| 1940 | 1940                                             |                                                  | 424                                              |                                                  |
| 1950 | 1950                                             |                                                  | 324                                              |                                                  |
| 1960 | 1960                                             |                                                  | 215                                              |                                                  |
| 1970 | 1970                                             |                                                  | 131                                              |                                                  |
| 1980 | 1980                                             |                                                  | 115                                              |                                                  |
| 1990 | 1990                                             |                                                  | 151                                              |                                                  |
| Anm: Källor: Umeå universitet - Tabellverket 1749-1859, Demografiska databasen, CEDAR, Umeå universitet. |                                                  |                                                  |                                                  |                                                  |